# Hymn to the Immortal Wind
Hymn to the Immortal Wind é o quinto álbum de estúdio da banda japonesa de post-rock Mono, lançado em 2009. Foi produzido por Steve Albini.

## Faixas
1. "Ashes in the Snow" - 11:46
2. "Burial at Sea" - 10:39
3. "Silent Flight, Sleeping Dawn" - 6:00
4. "Pure as Snow (Trails of the Winter Storm)" - 11:26
5. "Follow the Map" - 3:56
6. "The Battle to Heaven" - 12:51
7. "Everlasting Light" - 10:23